# اجبع
أجبع هي إحدى القرى اللبنانية من قرى قضاء زغرتا في محافظة الشمال.